# Саргемин
Саргеми́н (фр. Sarreguemines, нем. Saargemünd) — город и коммуна во Франции, в департаменте Мозель, неподалёку от границы с Германией.
Город расположен при впадении реки Блис в реку Саар.

## История
Город возник как древнеримское поселение. В начале XIII века Саргемин получил городские права. После франко-прусской войны, в 1871 году, в соответствии с Франкфуртским миром город был передан Германии. В 1918 году, после завершения Первой мировой войны, город был возвращён Франции.

## Транспорт
Саргемин является узлом речного судоходства.
Из Саарбрюккена в Саргемин ходит междугородный трамвай Saarbahn. Это — одна из двух международных трамвайных линий в мире (другая — маршрут № 11 базельского трамвая).
Через Саргемин проходит Европейский маршрут E29.